# 约翰·麦克纳利 (网球运动员)
約翰·麥克納利（John McNally，1998年10月18日—）是美國的一位網球選手。在世界少年網球選手中，他的最高世界排名記錄是第14位。2016年，他首次參加了美國網球公開賽雙打的比賽。

## 外部連結
- 约翰·麦克纳利（英文/西班牙文）的官方資料
- 约翰·麦克纳利 (网球运动员)的國際網球總會 職業／青少年 官方資料（英文）